# Luis de Tovar
Luis de Tovar, Poeta (Lisboa, 1554 - Lisboa, 1625).
Luis de Tovar, foi poeta, amigo e correspondente de judeus portugueses da Holanda.
Dedicou a Nossa Senhora do Amparo o Poema mystico del glorioso Santo António de Pádua: contiene su vida, milagros y muerte (1616).

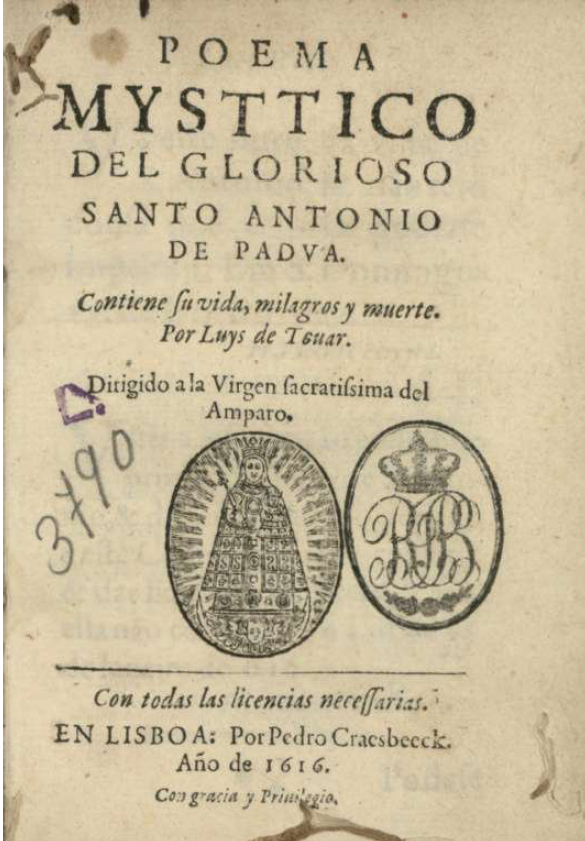
Primeira página da obra "Poema mystico del glorioso Santo António de Pádua: contiene su vida, milagros y muerte"

"Cultivou com tanta felicidade a poesia que mereceu aclamações nesta divina Arte ou metricasse em assuntos sagrados ou profanos, e sempre na língua Castelhana em que era profundamente versado. De todas as suas produções métricas publicou a obra seguinte que lhe ocupou o largo tempo de cinco anos:
Poema mystico del glorioso Santo António de Pádua: contiene su vida, milagros, y muerte."